# Giovana Queiroz Costa
Giovana Queiroz Costa (* 21. Juni 2003 in São Paulo) ist eine brasilianische Fußballspielerin.

## Leben
Nach ihrer Geburt im brasilianischen São Paulo wuchs sie in den Vereinigten Staaten auf. Sie lebt heute mit ihrer Familie im spanischen Madrid.

### Vereinskarriere
Bis zur Saison 2017/18 spielte sie in Jugend von Atlético Madrid, danach wechselte sie zum CFF Madrid, wo sie in der ersten spanischen Frauenliga Primera División spielt. Seit der Saison 2019/20 hat sie auch Einsätze bei der B-Mannschaft, welche in der zweiten Liga spielt.

### Nationalmannschaftskarriere
Für die U-17 der spanischen Nationalmannschaft kam sie am 17. September 2019 das erste Mal in einem Freundschaftsspiel gegen die Mannschaft von Schweden zum Einsatz. In der 29. Minute konnte sie dabei auch ihr erstes Tor für die Nationalmannschaft erzielen. Bereits in ihrem zweiten Spiel gegen die Auswahl der Vereinigten Staaten konnte sie gleich einen Dreierpack erzielen; das Spiel endete mit einem 3:4-Sieg.
Am 15. Februar 2020 kam sie zudem noch in der U-17 Mannschaft von Brasilien bei einem Sieg über Österreich zum Einsatz, bei welchen sie auch das Tor zum schlussendlichen 2:0 in der 82. Minute erzielen konnte.

### Auszeichnungen
- Samba Gold 2021